# تيدي غروفز
تيدي غروفز (بالإنجليزية: Teddy Groves)‏ هو لاعب كرة قدم بريطاني، (ولد في والسال في المملكة المتحدة 1900  م). لعب مع شروزبري تاون ونادي تلفورد يونايتد ونادي والسول.